# Cordia affinis
Cordia affinis là loài thực vật có hoa trong họ Mồ hôi. Loài này được Fresen. mô tả khoa học đầu tiên năm 1857.